# ФК Сеница
ФК „Сеница“ (на словашки: Futbalový klub Senica, Футбалови клуб Сеница) е словашки професионален футболен отбор от едноименния град Сеница. Отборът е създаден през 1921 г. в Чехословакия. Играе домакинските си мачове на стадион ФК Сеница, който разполага с капацитет от 5070 седящи места и покрива изискванията на футболната асоциация в Словакия. Клубните цветове са червеното и синьото.

## Успехи
Словашка първа лига (1993– )
- Вицешампион (2): 2010/11, 2012/13

Купа на Словакия (1961– )
- Финалист (2): 2011/12, 2014/15

## Предишни имена
| Години      | Име                                                                    |
| ----------- | ---------------------------------------------------------------------- |
| 1921 – 1923 | „Железна уния“ Сеница Železná únia Senica                              |
| 1923 – 1928 | Шпортови клуб Сеница Športový klub Senica                              |
| 1928 – 1934 | АК Сеница AC Senica                                                    |
| 1934 – 1939 | ФК Сеница FC Senica                                                    |
| 1940 – 1946 | ШК Сеница ŠK Senica                                                    |
| 1946 – 1969 | Сокол Хемицки заводи Sokol Chemické závody (ChZ)                       |
| 1969 – 2006 | ТЙ/ФК СХ Сеница TJ/FK SH Senica (след обединение с FK 96 Ress Častkov) |
| 2006 -      | ФК Сеница FC Senica                                                    |

## Срещи с български отбори
„Сеница“ се е срещал с български отбори в приятелски срещи.

### „Лудогорец“
С „Лудогорец“ се е срещал един път в приятелски мач на 4 февруари 2012 г. в Турция като срещата завършва 0 – 0 .

## Статистика в Евротурнирите
| Сезон     | Турнир      | Кръг         |  | Противник           | Домакинство | Гостуване   | Общ рез. |
| --------- | ----------- | ------------ |  | ------------------- | ----------- | ----------- | -------- |
| 2011 – 12 | Лига Европа | 3-ти квалиф. |  | ФК Ред Бул Залцбург | 0 – 3       | 0 – 1       | 0 – 4    |
| 2012 – 13 | Лига Европа | 1-ви квалиф. |  | МТК Будапеща        | 5 юли 2012  | 12 юли 2012 |          |